# Seznam opatů cisterciáckého kláštera Hradiště
Seznam známých opatů cisterciáckého kláštera Hradiště je přehledem jmen jak ryze německých (Theodoric, Rivin, ...), tak i českých (Modlík, Nemoj,...). Nelze tedy jednoznačně tvrdit, že by Hradiště hrálo germanizační roli na nově kolonizovaném území. Náhrobní kámen opata Pavla (VIR PATIENS ET MITIS) je v kostele Narození Panny Marie v obci Klášter Hradiště nad Jizerou. Část náhrobního kamene neznámého opata je v expozici Severočeského muzea v Liberci.

Datum u každého jména značí letopočet, kdy je onen opat listinně doložen.
- 1. Dětřich (Teodorik; Thidricus abbas de Gredis) 1184–1189
- 2. Jan I. 1221
- 3. Jindřich 1230
- 4. Rivin 1232
- 5. Modlík 1250
- 6. H... mezi 1279–1290
- 7. Pavel 1292–1306
- 8. Předbor 1345–1360
- 9. Verner 1361–1367
- 10. Zdeslav 1367
- 11. Matěj 1372–1381
- 12. Václav 1384–1399
- 13. Nemoj 1401–1410
- 14. Mníšek
- 15. Mikuláš 1412–1413
- 16. Jan II. 1414–1425